# Generatie X
Generatie X (Afgekort: Gen X) is de generatie die is geboren ná de babyboomgeneratie en de in de Angelsaksische wereld onbekende (en daardoor in de grafiek ontbrekende)  Lost Generation (1955-1965) en vóór Generatie Y (de Millennials). Deze groep betreft ruwweg de mensen die zijn geboren in de jaren 1965-1980.
De generatie die werd geboren in de overgangsperiode tussen Generatie X en Generatie Y – de jaren rond 1980 – worden Xennials genoemd, een portmanteau van Generatie X en Millennials. Omdat generaties geleidelijk verschuiven en elkaar overlappen, zijn er geen exacte grenzen voor deze periodes te geven. Afhankelijk van het vakgebied en de culturele geschiedenis van het land worden ook andere indelingen gehanteerd.
In de demografie worden voor Generatie X de geboortejaren 1955-1970 aangehouden. Tussen de generaties X en Y (1970-1980) zit dan een tussengeneratie die de pragmatische generatie wordt genoemd. Het latere deel hiervan valt dus ook onder de Xennials. Het CBS hanteert gemakshalve periodes van 5 jaar (geboortecohorten), die door anderen worden samengevoegd tot generaties met een passende naam.
Generatie X is opgegroeid in de overgangsperiode tussen het analoge en het digitale tijdperk. Deze generatie leefde in de tijd van automatisering en digitalisering, waarin er al wel computers bestonden maar nog geen internet en sociale media. Er werd nog getelefoneerd met analoge telefoons, terwijl de smartphone nog moest worden uitgevonden.

## Andere benamingen
Generatie X wordt in België en Nederland ook wel de Generatie Nix of de Verloren Generatie genoemd, aangezien de jongeren de periode van economische crisis na de tweede oliecrisis meemaakten: ze waren pas afgestudeerd (in veel gevallen met een universiteitsdiploma) en konden moeilijk passend werk vinden, omdat de bedrijven aanwervingen beperkten en gingen snoeien door middel van een zuiniger loonbeleid. Universitair geschoolden hadden door dit gewijzigd bedrijfsbeleid de naam te duur te zijn in vergelijking met afgestudeerden op hbo- of graduaatsniveau, wat leidde tot grote jongerenwerkloosheid en nepstatuten.
Een andere benaming is de MTV-generatie.
MTV, een televisiezender met een toen nieuw concept, gebaseerd op het uitzenden van videoclips, werd geïntroduceerd in de periode die samenviel met de tienerjaren van een groot deel van Generatie X. In die periode kwamen nieuwe muziekstromen als grunge en hip-hop op, waarmee werd afgezet tegen de vorige babyboomgeneratie.
In Duitsland noemde Florian Illies de generatie die rond 1970 geboren werd de "Generation Golf" ("generatie Golf"). Susanne Gaschke noemt de generatie die tussen 1965 en 1985 geboren werd de "Generation Zuviel" ("generatie te veel"), waarmee een generatie bedoeld wordt die van alles te veel heeft: te veel informatie, te veel keuzes, te veel concurrentie, enzovoort.